# Albonese
Albonese é uma comuna italiana da região da Lombardia, província de Pavia, com cerca de 504 habitantes. Estende-se por uma área de 4 km², tendo uma densidade populacional de 126 hab/km². Faz fronteira com Borgolavezzaro (NO), Cilavegna, Mortara, Nicorvo, Parona.

## Demografia
| Variação demográfica do município entre 1861 e 2011                               |
|                                                                                   |
| Fonte: Istituto Nazionale di Statistica (ISTAT) - Elaboração gráfica da Wikipedia |